# SMS Wettin
«Веттін» (нім. SMS Wettin) — німецький військовий корабель, пре-дредноут типу «Віттельсбах» Імператорських військово-морських сил Німеччини. Перший корабель, названий на честь Веттінів, німецького княжого роду.
«Веттін» був закладений 10 жовтня 1899 року на верфі компанії Schichau-Werke у Данцигу. 6 червня 1901 року він був спущений на воду, а 1 жовтня 1902 року увійшов до складу ВМС Німецької імперії. Разом з однотипними кораблями — «Віттельсбах», «Церінген», «Швабен» і «Мекленбург» — були першими капітальними кораблями, побудованими відповідно до Закону про ВМС 1898 року. Основним озброєнням лінкора була батарея з чотирьох 240-мм гармат і корабель розвивав максимальну швидкість 18 вузлів (33 км/год).
Більшу частину своєї кар'єри «Веттін» служив у 1-й ескадрі німецького флоту разом із однотипними кораблями. Щороку брав активну участь у навчаннях, які забезпечили базіс готовності німецького Флоту відкритого моря під час Першої світової війни. Корабель було виведено з експлуатації в червні 1911 року, коли до складу кайзерівського флоту почали надходити лінкори-дредноути, але з грудня 1911 року до середини 1914 року «Веттін» використовувався як навчальний артилерійський корабель.
Після початку Першої світової війни в серпні 1914 року пре-дредноути типу «Віттельсбах» було мобілізовано до бойового складу флоту, де з них та пре-дредноутів типу «Брауншвейг» «Ельзас» і «Брауншвейг» було сформовано окрему IV бойову ескадру. «Веттін» виконував обмежену роль у подіях битви на Балтійському морі, корабель зіграв незначну роль у битві в Ризькій затоці в серпні 1915 року, хоча «Веттін» не брав безпосередньої участі в бою з російськими військами. Наприкінці 1915 року через недоукомплектованість екіпажу, загрозу з боку британських підводних човнів керівництво Кайзерліхе ухвалило рішення про виведення з активної служби старих лінкорів, таких як «Веттін». До кінця війни «Веттін» служив навчальним кораблем для військово-морських кадетів і як корабель-депо. Корабель був виключений зі списку військово-морських сил після війни та проданий на металобрухт у 1921 році. Його дзвін виставлений у Військово-історичному музеї Бундесверу в Дрездені.